# Chicago (együttes)
A Chicago amerikai rockegyüttes. 1967-ben alakultak meg Chicagóban. Eredetileg The Chicago Transit Authority volt a nevük, ez volt a legelső albumuk címe is. Ez az album bekerült az 1001 lemez, amit hallanod kell, mielőtt meghalsz című könyvbe. Hamarosan azonban csak Chicagóra változtatták a nevüket, ugyanis az ugyanilyen nevű tömegközlekedési vállalat perrel fenyegette a zenekart. Fennállásuk alatt 36 nagylemezt, hét koncertalbumot és 11 válogatáslemezt jelentettek meg. Jazz rock, fúziós jazz, soft rock és pop rock műfajokban játszanak, de két albumukon a disco műfaja is megfordult a jazz/rock kombináció mellett.
A zenekar zenéjében a klasszikus zene, a jazz, az R&B és a popzene elemei is hallhatóak. Eredetileg politikai témájú szövegekkel rendelkeztek, később lágyabb lett a hangzásuk, több balladát is szereztek. 2008 szeptemberében a Billboard magazin a Top 100-as listáján (Billboard Hot 100) a tizenharmadik helyre sorolta őket, 2015-ben pedig a tizenötödik helyre. A Billboard 200-as listán a kilencedik helyre jutottak. A Chicago egyike a leghosszabb ideje működő és legsikeresebb rockegyütteseknek. Több, mint 100 millió lemezt adtak el világszerte.
Az Egyesült Államokban több, mint 40 millió lemezt adtak el, lemezeik közül 23 aranylemez, 18 platinalemez, 8 pedig multi-platina minősítést ért el. Tízszer jelölték őket Grammy-díjra, ebből egyet meg is nyertek, az If You Leave Me Now című dalért. Első nagylemezük bekerült a Grammy Hall of Fame-be. 2016-ban beiktatták őket a Rock and Roll Hall of Fame-be. 2017-ben az együttes három tagját, Peter Ceterát, Robert Lamm-et és James Pankow-t beválogatták a Songwriters Hall of Fame-be. 2020-ban elnyerték az életre szóló Grammy kitüntetést.

## Tagok
- Danny Seraphine – dob (1967 – 1989)
- Robert Lamm – billentyűk, ének (1967–)
- Lee Loughnane – trombita, vokál (1967–)
- James Pankow – harsona, vokál (1967–)
- Walter Parazaider – szaxofon, klarinét, furulya, vokál (1967–, 2017 óta nem turnézik
- Peter Cetera – basszusgitár, ének (1967–1985)
- Bill Champlin – billentyűk, ének (1981 – 2009)
- Jason Scheff – basszusgitár, ének (1985 – 2016)
- Keith Howland – gitár, vokál (1995–)
- Lou Pardini – billentyűk, vokál (2009–)
- Walfredo Reyes Jr. – dob (2018–); ütős hangszerek (2012–2018)
- Ray Herrmann – szaxofon, furulya, klarinét, vokál (2016-)
- Neil Donell – ének, akusztikus gitár (2018–)
- Brett Simons – basszusgitár, vokál (2018–)
- Ramon "Ray" Yslas – ütős hangszerek (2018–)

## Diszkográfia
- 1969: The Chicago Transit Authority
- 1970: Chicago II
- 1971: Chicago III
- 1971: At Carnegie Hall (Chicago IV)
- 1972: Chicago V
- 1973: Chicago VI
- 1974: Chicago VII
- 1975: Chicago VIII
- 1975: Chicago IX: Chicago’s Greatest Hits
- 1976: Chicago X
- 1977: Chicago XI
- 1978: Hot Streets
- 1979: Chicago 13
- 1980: Chicago XIV
- 1981: Greatest Hits, Volume II
- 1982: Chicago 16
- 1984: Chicago 17
- 1986: Chicago 18
- 1988: Chicago 19
- 1989: Chicago Greatest Hits 1982–1989
- 1991: Twenty 1
- 1995: Night and Day: Big-Band
- 1997: The Heart of Chicago 1967–1997
- 1998: The Heart of Chicago 1967–1998
- 1998: Chicago XXV: The Christmas Album
- 1999: Chicago XXVI: Live in Concert
- 2002: The Very Best of: Only the Beginning
- 2003: The Box
- 2005: Love Songs
- 2006: Chicago XXX
- 2007: The Best of Chicago: 40th Anniversary Edition
- 2008: Chicago XXXII: Stone of Sisyphus
- 2011: Chicago XXXIII: O Christmas Three
- 2011: Chicago XXXIV: Live in '75
- 2013: Chicago XXXV: The Nashville Sessions
- 2014: Chicago XXXVI: Now
- 2015: Terry's last Stand (Live)
- 2019: Chicago XXXVII: Chicago Christmas